# Podróż apostolska Jana Pawła II do Afryki Środkowej i Zachodniej (1980)
5 podróż apostolska Jana Pawła II odbywała się od 2–12 maja 1980. Papież odwiedził Zair, Kongo, Kenię, Ghanę, Górną Woltę oraz Wybrzeże Kości Słoniowej. Była to pierwsza podróż apostolska Jana Pawła II na kontynent afrykański. Celem pielgrzymki było umocnienie w wierze lokalnych wspólnot katolickich oraz uczczenie uroczystych obchodów stulecia ewangelizacji Zairu i Ghany.

## Przebieg pielgrzymki

### Zair i Kongo
Jan Paweł II przybywał do tego kraju z okazji obchodów stulecia ewangelizacji. Po wylądowaniu na lotnisku w Kinszasie 2 maja i oficjalnym powitaniu papież udał się do katedry, gdzie odprawiona została msza. Papież zawierzył Matce Bożej zairski Kościół i cały naród. Tego dnia miało również miejsce spotkanie z prezydentem Mobutu Sese Seko. Następnego dnia Jan Paweł II odprawił mszę dla rodzin w kościele św. Piotra oraz poświęcił kamień węgielny pod Wydział Teologii Katolickiej w Kinszasie. Papież odwiedził również leprozorium De la Rive. Wieczorem odmówił w kaplicy nuncjatury różaniec, który transmitowany był przez Radio Watykańskie. 4 maja Jan Paweł II sprawował eucharystię przed Pałacem Ludu. Podczas tej liturgii udzielił sakry biskupiej 8 nominatom z całej Afryki (4 z Zairu, 2 z Burundi, 1 z Sudanu i 1 z Dżibuti). Napór tłumu tłoczącego się do wejścia na plac spowodował śmierć 9 osób, a około 80 zostało rannych. Papież chciał osobiście udać się do szpitala i pocieszyć rodziny ofiar. Nie mógł tego uczynić z powodu zdecydowanego sprzeciwu organizatorów pielgrzymki. Tego dnia miało również spotkanie z reprezentantami świata nauki oraz duchowieństwem w kościele św. Krzyża. W hotelu nuncjatury papieża odwiedzili przedstawiciele Polonii. 5 maja wyruszył do stolicy sąsiedniego Kongo – Brazzaville, gdzie spotkał się z ówczesnym prezydentem tego kraju Denisem Sassou-Nguesso. Tego samego dnia wrócił do Zairu i z portu rzecznego w Kinszasa-Onatra Jan Paweł II wyruszył w kilkugodzinną podróż do Kisangani. Papież przybył tam 5 maja. tego samego dnia miało miejsce spotkanie z misjonarzami i organizacjami katolickimi. Następnego dnia Jan Paweł II sprawował eucharystię przed miejscową katedrą po czym modlił się przy grobie pierwszych misjonarzy w misji San Gabriele. Następnie odleciał do Kenii.

### Kenia
Jan Paweł II przybył do Nairobi 6 maja, gdzie został powitany przez prezydenta kraju Arapa Daniela Moi oraz kard. Maurice’a Otungę. Tego samego dnia miało miejsce spotkanie z duchowieństwem w katedrze oraz korpusem dyplomatycznym w nuncjaturze. 7 maja papież odprawił mszę w Uhuru Park, w której uczestniczyli prezydenci Kenii i Ugandy. W tym samym dniu Jan Paweł II spotkał się z prezydentem Ugandy Godfreyem Binaisą, wyznawcami islamu, przedstawicielami innych wyznań chrześcijańskich oraz miejscową Polonią. 8 maja po ceremonii pożegnalnej papież odleciał do Akry.

### Ghana
Po oficjalnym powitaniu przez prezydenta Ghany Hilla Limanna i abpa Dominica Kodwo Andoha na lotnisku w Akrze Jan Paweł II spotkał się z duchownymi w katedrze św. Ducha. Podczas mszy na placu Niepodległości papież udzielił 10 osobom dorosłym sakramentu chrztu i bierzmowania. 9 maja papież spotkał się w Akrze z arcybiskupem Canterbury Robertem Runcie, po czym udał się do Kumasi, gdzie odprawił mszę św. i spotkał się z przywódcami plemion i królem Ashanti. Tego samego dnia papież powrócił do Akry, gdzie miało miejsce spotkanie z korpusem dyplomatycznym i przedstawicielami Polonii. 10 maja po ceremonii pożegnania papież odleciał do Górnej Wolty.

### Górna Wolta
W Górnej Wolcie (obecnie Burkina Faso) Jan Paweł II przebywał 10 maja. W Wagadugu (Ouagadougou) odprawił mszę i spotkał się z biskupami z Górnej Wolty, Nigerii, Mali oraz Togo.

### Wybrzeże Kości Słoniowej
Jan Paweł II przybył do Abidżanu 10 maja, tego samego dnia spotkał się z prezydentem Wybrzeża Kości Słoniowej Sangoulé Lamizana w jego rezydencji oraz odprawił mszę św. na miejscowym stadionie. 11 maja papież poświęcił kamień węgielny pod katedrę św. Pawła oraz spotkał się z biskupami w Instytucie Katolickim Afryki Wschodniej. Modlitwa Anioł Pański była transmitowana przez Radio Watykańskie. W Jamusukro została odprawiona msza dla młodzieży. 12 maja po wizycie w leprozorium w Adzopé i ceremonii pożegnania Jan Paweł odleciał do Rzymu.